# Карлоу, Шон
Шон Ка́рлоу (англ. Sean Carlow, род. 13 марта 1985 года) — австралийский фигурист, выступающий в мужском одиночном разряде, трёхкратный чемпион Австралии. По данным на 6 апреля 2009 года занимает 146-е место в мире в рейтинге Международного союза конькобежцев (ИСУ).

## Биография
Шон Карлоу родом из спортивной семьи. Его мать, отец и дядя были фигуристами. Мать и по совместительству тренер Карлоу, Элизабет Кейн, привела Шона на каток, когда ему было два года. Элизабет Кейн выступала в парном катании, как поначалу и сам Карлоу, катавшийся в паре с Вафой Асмар. Первый тройной прыжок (тулуп) он исполнил в 12 лет, а в 14 смог сделать тройной аксель, хотя признается, что до сих пор удачно исполняет его лишь в половине случаев. Карлоу живёт в Сиднее, где тренируется со своей матерью. Несмотря на то, что спортсмен трижды завоёвывал «золото» национального чемпионата, он не достиг больших успехов на мировом уровне. Его лучшим результатом стала 12 позиция на чемпионате Четырёх континентов 2006 года.

## Результаты
| Соревнование                     | 2000—2001 | 2001—2002 | 2002—2003 | 2003—2004 | 2004—2005 | 2005—2006 | 2006—2007 | 2007—2008 |
| -------------------------------- | --------- | --------- | --------- | --------- | --------- | --------- | --------- | --------- |
| Чемпионаты мира                  |           |           | 39        |           |           |           | 28        | 35        |
| Чемпионаты четырёх континентов   |           |           | 17        |           | 15        | 12        | 13        |           |
| Чемпионаты мира среди юниоров    |           |           | 35        | 39        |           |           |           |           |
| Чемпионаты Австралии             | 3 J.      | 3 J.      | 1 J.      | 1 J.      | 2         | 1         | 1         | 1         |
| Мемориал Карла Шефера            |           |           |           |           |           | 16        |           |           |
| Гран-при среди юниоров, Япония   |           |           |           | 13        |           |           |           |           |
| Гран-при среди юниоров, Мексика  |           |           |           | 11        |           |           |           |           |
| Гран-при среди юниоров, Словакия |           |           | 18        |           |           |           |           |           |
| Гран-при среди юниоров, США      |           |           | 13        |           |           |           |           |           |
| Гран-при среди юниоров, Болгария |           | 15        |           |           |           |           |           |           |

- J = Юниорский уровень.